# 金圭莞
金圭莞（韓語：김규완，1967年—），大韓民國電視編劇。韓國放送作家協會教育院14期出身。

## 作品

### 電視劇
- 2001年：SBS《鋼琴》
- 2004年：MBC《說你愛我》
- 2005年：SBS《春日》
- 2006年：MBC《流氓醫生》
- 2008年：SBS《不汗黨》
- 2010年：KBS《灰姑娘的姐姐》
- 2013年：SBS《出生的祕密》
- 2014年：KBS《鋼鐵人》

### 電影
- 2003年：《我的野蠻初戀》
- 2006年：《愛無間》

## 外部連結
- NAVER （页面存档备份，存于）